# Lorenz Bösch
Lorenz Bösch (* 23. Mai 1960, heimatberechtigt in Ingenbohl) ist ein Schweizer Politiker (CVP).

## Biografie
Der studierte Agraringenieur arbeitete vor allem als Sekretär in landwirtschaftlichen Organisationen (Bauernverband des Kantons Schwyz, Innerschweizer Bauernbund, Schweizerischer Bauernverband). Er war von 1988 bis 2000 Mitglied im Kantonsrat (Legislative). Seit dem 1. Oktober 2002 war er im Regierungsrat (Exekutive) und leitete das Baudepartement. 2004 und 2008 wurde Bösch jeweils wiedergewählt. Von 2006 bis 2009 war er Präsident der Konferenz der Kantonsregierungen (KdK). Während seiner Amtszeit war er auch Mitglied des Vorstandes der Energiedirektorenkonferenz (EnDK) sowie der Bau-, Planungs- und Umweltdirektoren-Konferenz (BPUK). Als Regierungsrat war er auch im Verwaltungsrat der Schifffahrtsgesellschaft des Vierwaldstättersees (2003–2005).
Auf Ende September 2010 hat er seinen Rücktritt eingereicht. Seit Oktober 2010 ist er Partner der BHP Hanser und Partner AG in Zürich. Die BHP Hanser und Partner AG ist in der Institutionen- und Unternehmensberatung mit den Schwerpunkten Strategie- und Organisationsentwicklung sowie Restrukturierungen tätig.
Bösch wohnt in Ingenbohl.